# جیووانی ایگنوفو
جیووانی ایگنوفو (انگلیسی: Giovanni Ignoffo؛ زادهٔ ۳ آوریل ۱۹۷۷) بازیکن فوتبال اهل ایتالیا است.
از باشگاه‌هایی که در آن بازی کرده‌است می‌توان به باشگاه فوتبال پروجا، باشگاه فوتبال مسینا، باشگاه فوتبال فوجا، باشگاه فوتبال سالرنیتانا، باشگاه فوتبال بنونتو، باشگاه فوتبال آولینو، باشگاه فوتبال پالرمو، و باشگاه فوتبال ناپولی اشاره کرد.